# Åke Grönhagen
Åke Edvard Grönhagen (ur. 24 stycznia 1885 w Sztokholmie, zm. 25 grudnia 1974 tamże) – szermierz i pięcioboista nowoczesny reprezentujący Szwecję, uczestnik letnich igrzysk olimpijskich w Sztokholmie w 1912 roku.
Zmagania w pięcioboju nowoczesnym podczas letnich igrzysk olimpijskich 1912 w Sztokholmie ukończył na 4. pozycji. W szermierce podczas tych samych igrzysk wystąpił indywidualnie w szpadzie odpadając w pierwszej rundzie zawodów. 